# 圣雷米 (安省)
圣雷米（法語：Saint-Rémy，法語發音：[sɛ̃ ʁemi] ⓘ）是法国东部安省的一个市镇，属于布雷斯地区布尔格区。

## 地理
圣雷米（46°11'21"N, 5°10'6"E）面积7.38 平方千米，位于法国奥弗涅-罗讷-阿尔卑斯大区安省，该省份为法国东部省份，北起汝拉省，西北接索恩-卢瓦尔省，西接罗讷省和里昂大都会，南至伊泽尔省，东与萨瓦省、上萨瓦省和瑞士接壤。
与圣雷米接壤的市镇（或旧市镇、城区）包括：比埃拉斯、蒙拉科勒、佩罗纳斯、维厄容河畔圣安德烈、圣但尼莱布尔。

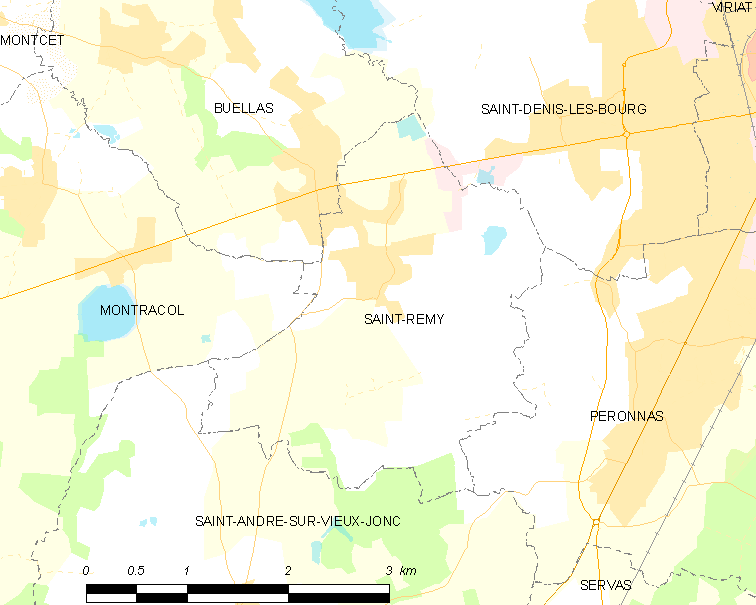
的OSM定位图

圣雷米的时区为UTC+01:00、UTC+02:00（夏令时）。

## 行政
圣雷米的邮政编码为01310，INSEE市镇编码为01385。

## 政治
圣雷米所属的省级选区为布雷斯地区布尔格第二县。

## 人口

1962-2008年间人口变化图示

圣雷米于2022年1月1日时的人口数量为922人。